# Zamo
Zambo là một tổng của tỉnh Ioba ở đông nam Burkina Faso. Thủ phủ của tổng này là thị xã Zambo..

## Các thị xã và các làng
Bekaporé, Bounga, Bow, Guigui, Koualio, Lia và Sadouan.